# Curtonotum shatalkini
Curtonotum shatalkini är en tvåvingeart som beskrevs av Ozerov 2007. Curtonotum shatalkini ingår i släktet Curtonotum och familjen Curtonotidae. Inga underarter finns listade i Catalogue of Life.